# 大巴士公司

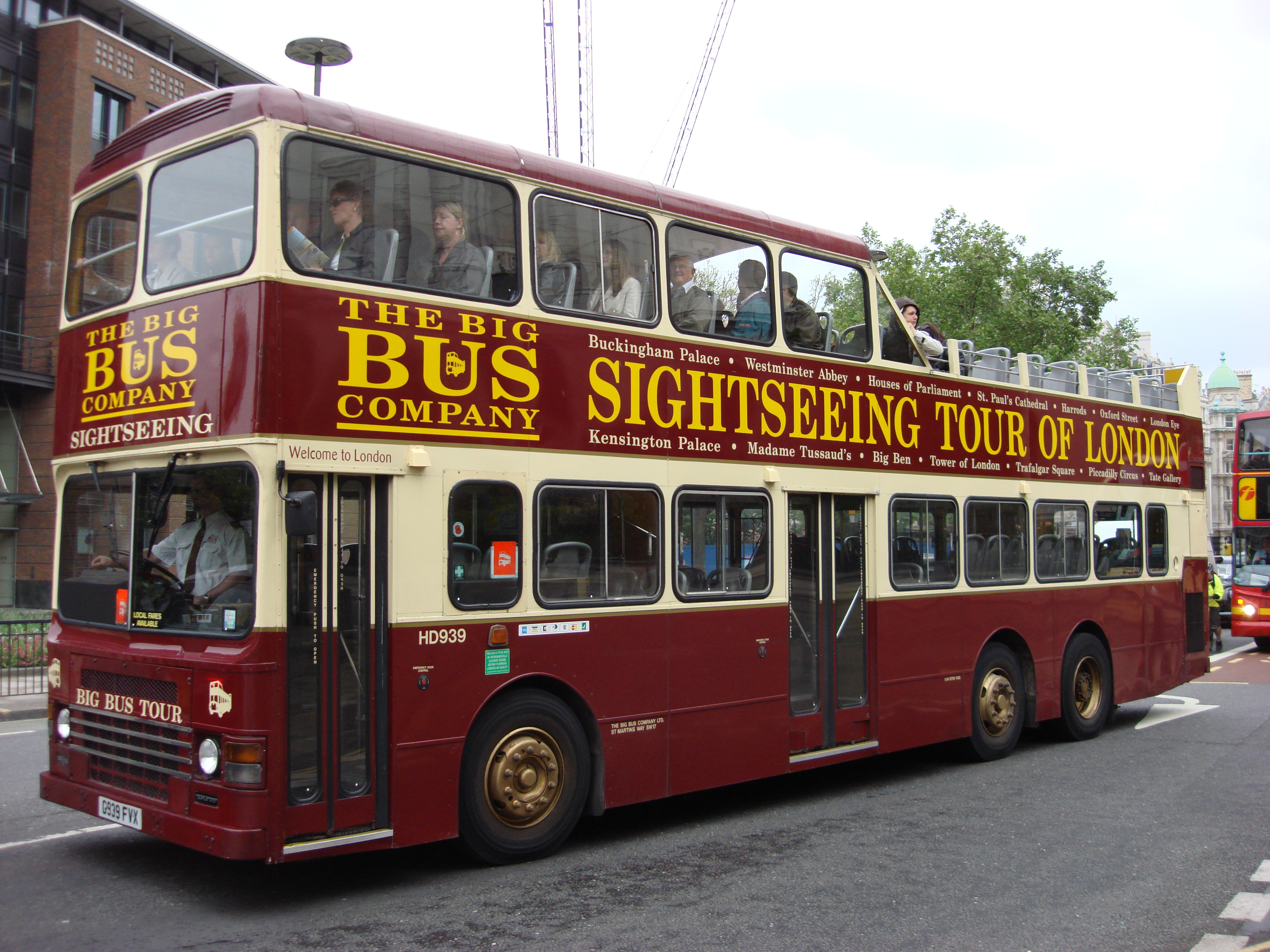
於倫敦行走的大巴士

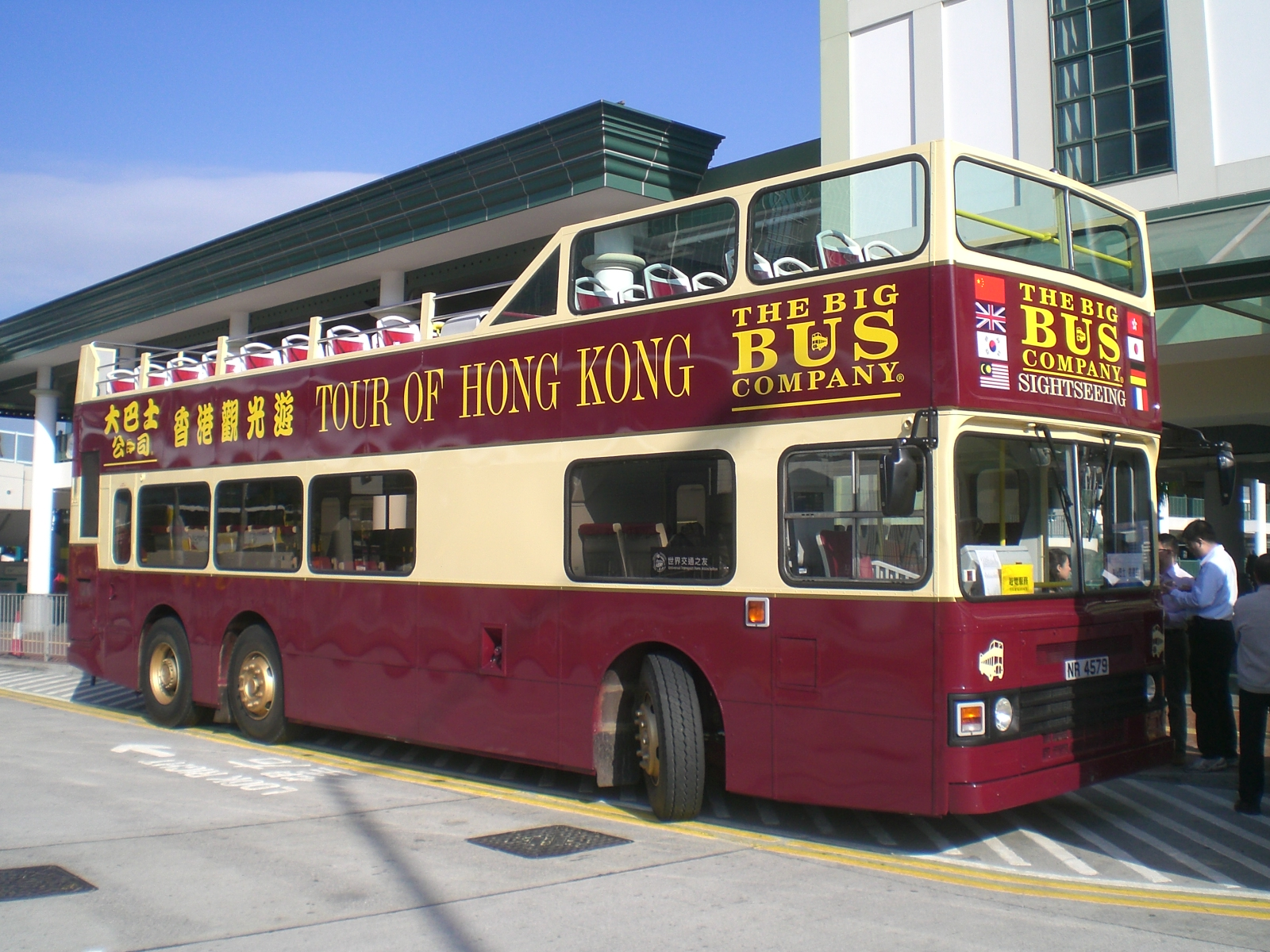
香港大巴士公司

大巴士公司（英語：The Big Bus Company）是一家位於總部設於英國倫敦的巴士公司，提供開篷觀光巴士服務。公司成立於1991年6月4日，初期僅有2輛巴士，其後擴充業務，公司經營城市除倫敦外，還包括阿布扎比、杜拜、拉斯维加斯、迈阿密、費城、旧金山、华盛顿哥伦比亚特区、马斯喀特、巴黎、香港及上海，是全球最大的開篷巴士公司之一。

## 倫敦
倫敦大巴士提供3條不同的路線，並有職員以英語作即時導覽，遊客亦可根據需要選擇電子導覽，當中包括英語，德語，西班牙語，法語，意大利語，葡萄牙語，日語和俄語。倫敦大巴士套票附贈沿泰晤士河來往倫敦市中心及格林威治的觀光船票和徒步觀光團。

## 杜拜
大巴士杜拜成立於2002年，提供2條不同的路線，除了英語即時導覽外，還有包含英語，阿拉伯語，印地語，波斯語，德語，俄語，法語和意大利語。

## 費城
大巴士費城成立於2003年。

## 香港

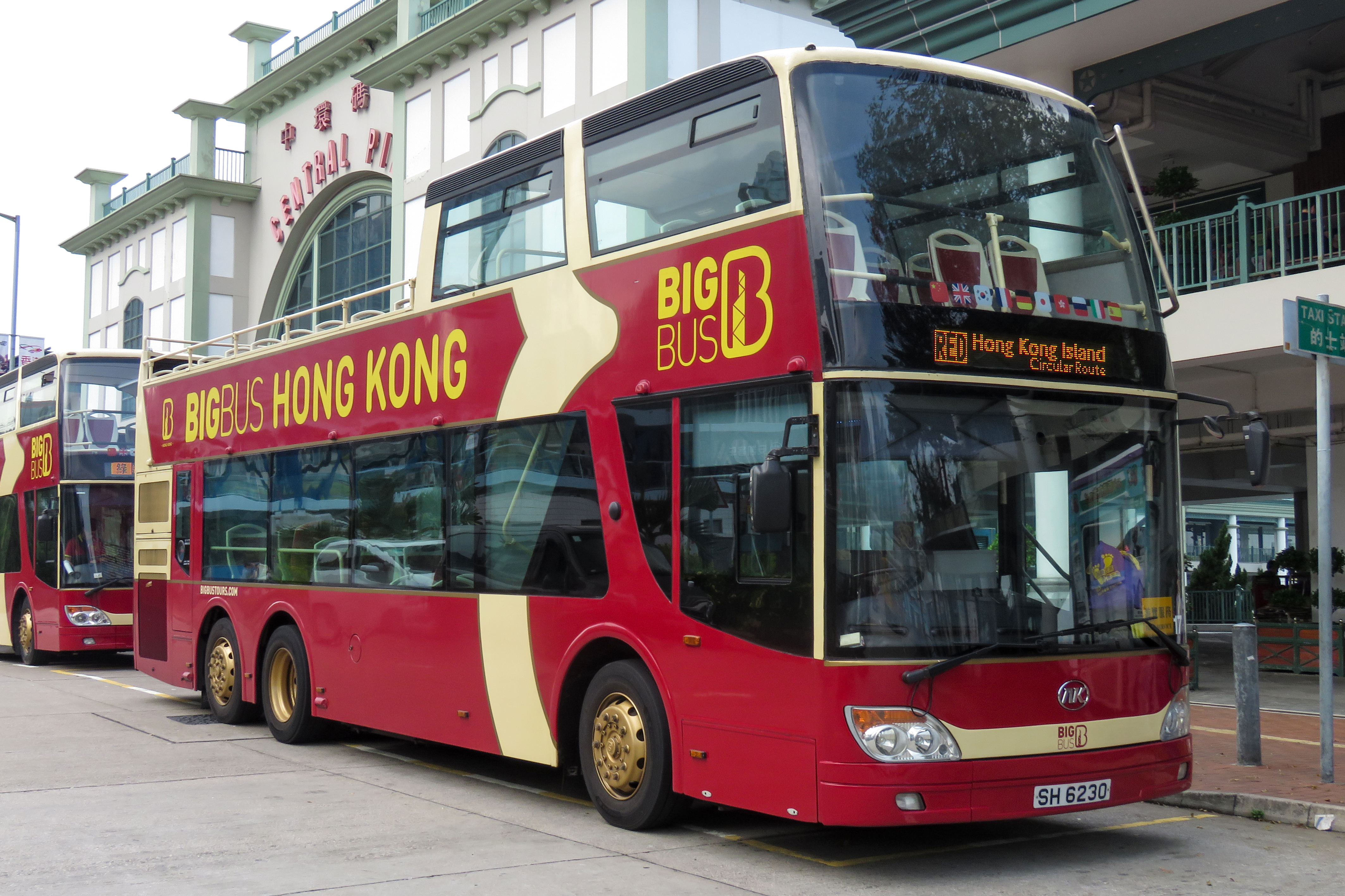
安凱製觀光巴士在中環碼頭

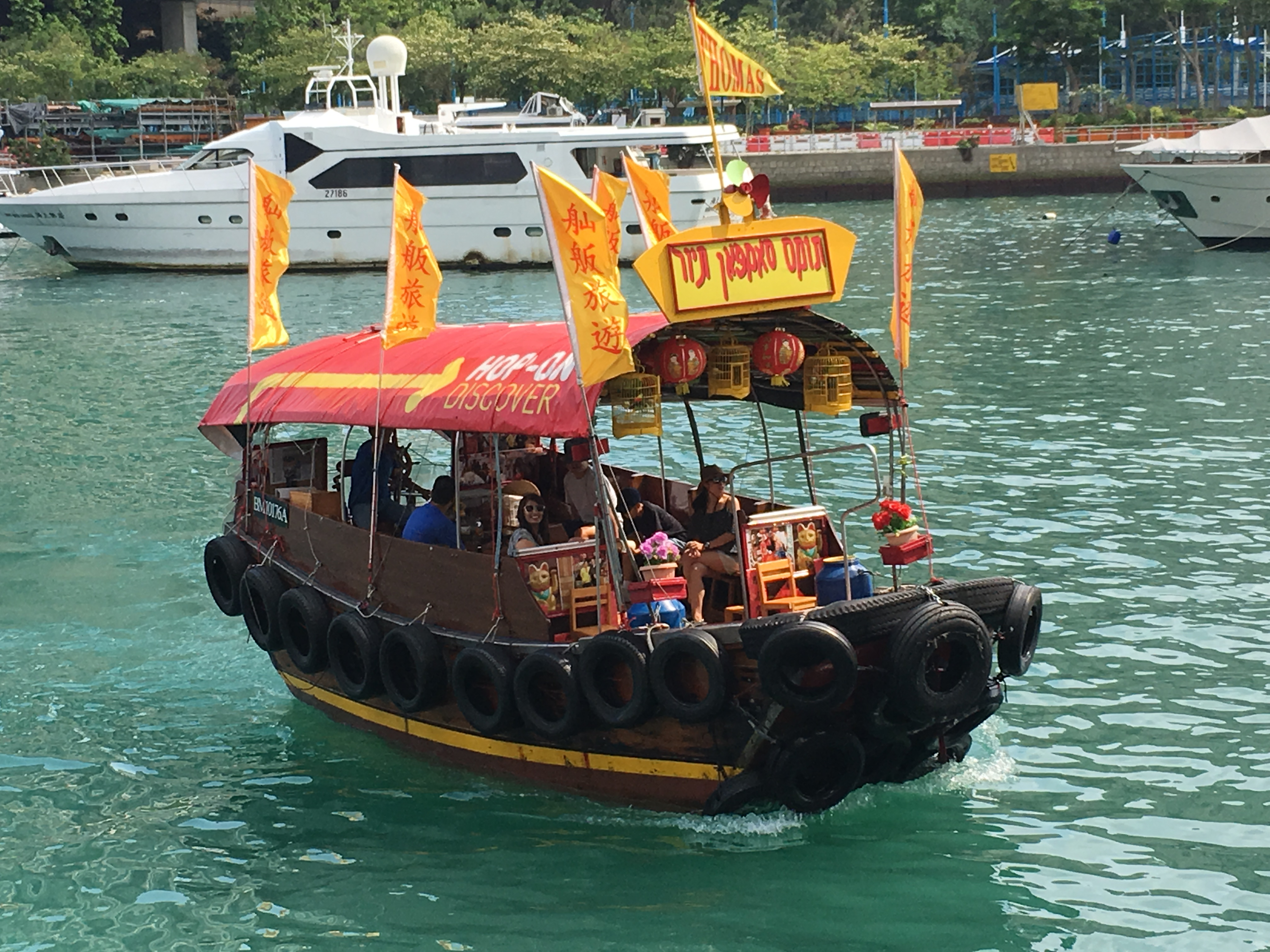
大巴士公司的香港仔舢舨遊服務

大巴士於2008年12月起在香港提供觀光巴士服務，提供兩條分別行走港島區及九龍區的路線。早前從新世界第一巴士購置一些退役的1991年出廠的丹尼士禿鷹雙層空調巴士（編號1-7）和從雅高購置一些退役的1984年出廠的丹尼士統治者（編號8-10）。2009年4月底，大巴士再從樂基旅運購入1部二手豐田Coaster，以接載在酒店購買大巴士套票的旅客直接前往車站登車。此車已於2011年歸還樂基旅遊。
2009年8月，NR6564在莊士敦道被貨車撞向車尾，損毀嚴重，經修復後重新投入服務。原車隊編號#9，車牌號碼FX5737的Dominator於同年11月退役。
香港大巴士亦購入了第一批新車，車款為安凱HFF6110GS-2雙層開頂巴士，屬於香港第一款中國製造的雙層巴士。首輛巴士已經於2009年11月28日投入服務，車隊編號#9，車牌號碼FX5737。

### 二手車改裝工程
購入二手車之後的改裝工作是由大巴士自行負責。改裝的工作也頗為徹底，首先是將巴士的車頂移走，並換上棗紅和米黃色為主調的車身顏色；同時車頭的牌箱亦被移平以預留空間貼上大巴士公司的標誌—這種外觀上的改裝與現時大巴士車隊的標準一致；車頭則加設了電子潛望鏡，車尾則加設了倒車閉路電視，以加強巴士的行車安全。
座椅方面，則換上西班牙Fainsa Metropolis（上層）及瑞昌科技（下層）出品的座椅，座椅背面則加上了一個播音系統裝置。乘客登車時向職員索取耳筒後，便可以收聽10種不同語言，包括英語、普通話、廣東話、日語、韓語、法語、德語、意大利語、西班牙語及俄語。播音系統由車長手動操作，操作方法類似九巴使用的報站系統，由車長接掣播放。
個別車型的改裝方面，就以丹尼士禿鷹為例，於上層車頭及車頭旁邊加設低幅擋風玻璃以保障安全，下層則繼續保留空調車廂設計；至於從雅高購入的丹尼士統治者，則沒有作大型的改裝，只翻新車廂及車身便竣工，全車仍然維持非空調設計。

### 車輛列表
| 型號            | 編號 | 前中巴／新巴編號             | 前雅高編號 |
| --------------- | ---- | ---------------------------- | ---------- |
| 丹尼士禿鷹      | 1-7  | DA14、16、21、22、23、27、28 |            |
| 丹尼士統治者    | 8-10 |                              |            |
| 安凱HFF6110GS-2 | 1-17 |                              |            |

| 「大巴士香港」車隊 | 「大巴士香港」車隊 | 「大巴士香港」車隊 | 「大巴士香港」車隊 | 「大巴士香港」車隊            | 「大巴士香港」車隊  | 「大巴士香港」車隊 | 「大巴士香港」車隊                | 「大巴士香港」車隊                                                                                       | 「大巴士香港」車隊                   | 「大巴士香港」車隊 |
| 型號               | 車隊編號           | 總數               | 現役量             | 投入服務年份                  | 車身                | 車長（米）         | 載客量                            | 引擎 | 波箱                                 | 備註               |
| ------------------ | ------------------ | ------------------ | ------------------ | ----------------------------- | ------------------- | ------------------ | --------------------------------- | --- | ------------------------------------ | ------------------ |
| 丹尼士禿鷹         | 1-7                | 7                  | 6                  | 2006-2008                     | Duple Metsec        | 11                 | - L53+S37 - L40+S32（翻新車廂前） | Cummins LTA10                                                                                            | Voith DIWA863                        | [ 5 ]              |
| 丹尼士統治者       | 8-10               | 3                  | 0                  | 1983-1985（1994年從英國購入） | Walter Alexander RL | 10.1               | L45+S34                           | Gardner 6LXB                                                                                             | Voith DIWA851                        | [ 6 ]              |
| 安凱HFF6110GS-2    | 1-17               | 11                 | 11                 | 2009-2011、2013、2015         | 安凱原廠車身        | 11                 | L55+S22                           | Cummins ISLe340b（Euro 4）/ Cummins ISLe340b（Euro 5）（13-14）/Cummins ISLe310b（Euro 5）（1-8、15-17） | ZF 6HP602C/Voith DIWA 864.5D4（1-8） |                    |

### 車輛規格
| 車隊編號 | 型號            | 車身                         | 出牌年份              | 現役量 | 上層+下層座椅 | 長、闊 mm   | 引擎                                         | 波箱                 | 備註                                                         |
| -------- | --------------- | ---------------------------- | --------------------- | ------ | ------------- | ----------- | -------------------------------------------- | -------------------- | ------------------------------------------------------------ |
| 1-7      | 丹尼士秃鷹      | 英國Duple Metsec             | 1991年5-7月           | 7      | 53+37         | 11035、2500 | Cummins LT10a 10000cc 282匹                  | Voith DIWA863        | 第一手車主是中華巴士，第二手車主是新世界第一巴士，已全數退役 |
| 8-10     | 丹尼士統治者    | 英國Walter Alexander RL-type | 1994年5-12月          | 0      | 45+34         | 10185、2500 | Gardner 6LXB 10450cc 150匹                   | Voith DIWA851        | 第一手車主為雅高巴士（1994年從英國購入），已全數退役         |
| 1-17     | 安凱HFF6110GS-2 | 中國安凱車廠                 | 2009年11月-2013年11月 | 9      | 55+22         | 11500、2500 | Cummins ISLe340b / Cummins ISLe310b（15-17） | ZF 6HP602C（6 前速） | 香港首批引進的中國製雙層巴士                                 |

### 路線

#### 港島線（紅線）
於2008年12月27日首航，只提供日間服務。
- 【中環七號碼頭（轉乘天星小輪往來尖沙咀／綠線）】 → 民耀街 → 民祥街 →  → 夏愨道 → 添美道 → 龍匯道 → 分域碼頭街 → 會議道 → 博覽道 → 【香港會議展覽中心(新翼)／金紫荊廣場】 → 博覽道東 → 菲林明道 → 軒尼詩道 → 【崇光百貨】 → 怡和街 → 銅鑼灣道 → 摩頓台 → 天橋 → 告士打道 → 京士頓街 → 百德新街 → 記利佐治街 → 【柏寧酒店／維多利亞公園】 → 告士打道 → 內告士打道 → 分域街 → 莊士敦道 → 菲林明道 → 軒尼詩道 → 【修頓中心／灣仔電腦城】 → 軒尼詩道 → 金鐘道 → 紅棉路 → 花園道 → 【山頂纜車站（憑票於中環總站換取山頂纜車摩天套票（來回山頂纜車車程（登山快證）+凌霄閣摩天台428入場一次））】 → 花園道 → 皇后大道中 → 【中環至半山自動扶梯／中環中心】 → 皇后大道中 → 水坑口街 → 荷李活道 → 【文武廟】 → 荷李活道 → 【前中區警署／蘭桂坊／蘇豪區】 → 荷李活道 → 雲咸街 → 雪廠街 → 皇后大道中 → 畢打街 → 干諾道中 → 民光街 → 【中環七號碼頭（轉乘天星小輪往來尖沙咀／綠線／夜遊）】

#### 九龍線（藍線）
於2008年12月15日首航，同時提供日、夜間服務。
- 日遊：【尖沙咀東梳士巴利道近星光大道東面入口（步行往尖沙咀碼頭轉乘天星小輪往來中環）】 → 梳士巴利道 → 彌敦道 → 荔枝角道 → 上海街 → 旺角道 → 洗衣街 → 亞皆老街 → 上海街 → 【朗豪坊／朗豪酒店】 → 上海街 → 咸美頓街 → 彌敦道 → 眾坊街 → 【廟街】 → 上海街 → 佐敦道 → 雅翔道 → 博物館道 → 柯士甸道西 → 【天際100香港觀景台／圓方（憑票於天際100售票處換取入場票）】 → 柯士甸道西 → 匯民道 → 匯翔道 → 廣東道 → 北京道 → 【北京道】 → 九龍公園徑 → 廣東道 → 梳士巴利道 → 漆咸道南 → 暢運道 → 康泰徑 → 康榮徑 → 科學館徑 → 科學館道 → 麼地道 → 【尖東百週年紀念花園】 → 麼地道 → 麼地里 → 梳士巴利道 → 紅磡繞道 → 都會道 → 暢運道 → 安運道 → 暢運道 → 都會道 → 紅磡繞道 → 梳士巴利道 → 【尖沙咀東梳士巴利道近星光大道東面入口（步行往尖沙咀碼頭轉乘天星小輪往來中環）】
- 夜遊：【中環七號碼頭（轉乘天星小輪往來尖沙咀）】 → 民耀街 → 民祥街 →  → 夏愨道 → 添美道 → 龍匯道 → 分域碼頭街 → 會議道 → 鴻興道 → 海底隧道 → 康莊道 → 【尖沙咀東梳士巴利道近星光大道東面入口（步行往尖沙咀碼頭轉乘天星小輪往來中環）】 → 梳士巴利道 → 彌敦道 → 荔枝角道 → 上海街 → 旺角道 → 洗衣街 → 亞皆老街 → 上海街 → 【朗豪坊／朗豪酒店】 → 上海街 → 咸美頓街 → 彌敦道 → 眾坊街 → 【廟街】 → 上海街 → 佐敦道 → 廣東道 → 北京道 → 【北京道】 → 九龍公園徑 → 廣東道 → 梳士巴利道 → 漆咸道南 → 暢運道 → 康泰徑 → 康榮徑 → 科學館徑 → 科學館道 → 麼地道 → 【尖東百週年紀念花園】 → 麼地道 → 麼地里 → 梳士巴利道 → 紅磡繞道 → 都會道 → 暢運道 → 安運道 → 暢運道 → 都會道 → 紅磡繞道 → 梳士巴利道 → 【尖沙咀東梳士巴利道近星光大道東面入口（步行往尖沙咀碼頭轉乘天星小輪往來中環）】

#### 赤柱線（綠線）
於2010年4月1日首航，只提供日間服務。
- 【中環七號碼頭（轉乘天星小輪往來尖沙咀／紅線）】 → 民耀街 → 民祥街 → 干諾道中 → 夏愨道 → 告士打道 → 堅拿道天橋 → 香港仔隧道 → 黃竹坑道 → 海洋公園道 → 【海洋公園】 → 海洋公園道 → 黃竹坑道 → 香島道 → 淺水灣道 → 【淺水灣酒店】 → 淺水灣道 → 赤柱峽道 → 赤柱村道 → 佳美道 → 【赤柱廣場】 → 佳美道 → 赤柱村道 → 赤柱峽道  → 淺水灣道 → 【淺水灣海灘】 → 淺水灣道 → 香島道 → 黃竹坑道 → 香港仔海傍道 → 【香港仔舢舨遊碼頭（憑票享用香港仔舢舨遊一次）】 → 香港仔海傍道 → 石排灣道 → 薄扶林道 → 第二街 → 水街 → 德輔道西 → 干諾道中 → 民光街 → 【中環七號碼頭（轉乘天星小輪往來尖沙咀／紅線／夜遊）】

### 服務時間
- 港島線的服務時間由早上9:30至晚上18:00，每30分鐘由起點開出。
- 九龍線的服務時間由早上10:00至晚上18:00，每30分鐘由起點開出，而夜間服務只會在18:15由中環7號碼頭開出1班（約於19:00由尖沙咀東開出）。
- 赤柱線的服務時間為早上09:45至下午16:15，每30分鐘由起點開出。

### 收費
| 車票類別 | 成人                                  | 小童 （5-15歲）                       |
| --- | ------------------------------------- | ------------------------------------- |
| 尊貴套票 - 48小時內無限次乘坐紅、藍及綠線（日遊） - 香港仔舢舨遊船票一張 - 山頂纜車摩天套票（包括來回纜車（登山快證）+凌霄閣摩天台428）／天際100入場票一張（二選一） - 天星小輪（來往尖沙咀及中環）船票兩張 - 大巴士藍線夜遊車票一張 - 中上環漫步遊 | HK$651/US$83.8 即場購買HK$724/US$93.1 | HK$606/US$78 即場購買HK$675/US$86.7   |
| 豪華套票 - 48小時內無限次乘坐紅、藍及綠線（日遊） - 香港仔舢舨遊船票一張 - 山頂纜車摩天套票（包括來回纜車（登山快證）+凌霄閣摩天台428）／天際100入場票一張（二選一） - 天星小輪（來往尖沙咀及中環）船票兩張                                         | HK$518/US$66.6 即場購買HK$576/US$74   | HK$473/US$60.8 即場購買HK$526/US$67.6 |
| 精選套票 - 24小時內無限次乘坐紅、藍及綠線（日遊） - 天星小輪（來往尖沙咀及中環）船票兩張 | HK$429/US$55.1 即場購買HK$476/US$61.2 | HK$384/US$49.3 即場購買HK$426/US$54.8 |
| 單程巴士夜遊 - 乘坐藍線夜遊車程一次 | HK$288/US$37                          | HK$288/US$37                          |

## 上海

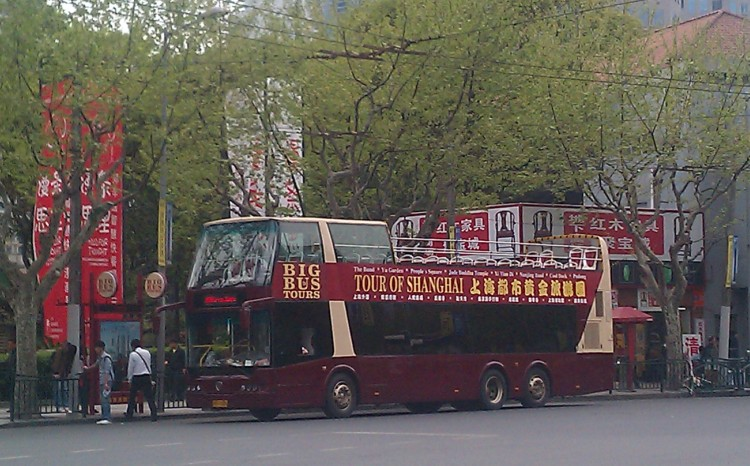
上海街头的大巴士

上海大巴士在上海設有2條浦西遊路線（红线、绿线）和1條浦东遊路線（蓝线），都是使用安凱HFF6110GS-1。
- 红线停靠站点：南京路(新世界城)→人民广场→上海美术馆→南京路步行街→外滩A→外滩B→十六铺浦江浏览码头→豫园→新天地→南京路(新世界城)
- 蓝线停靠站点：外滩A→外滩B→东方明珠→上海环球金融中心和金茂大厦→老码头→十六铺浦江浏览码头→外滩A
- 绿线停靠站点：南京路(新世界城)→上海博物馆→淮海路→静安寺→波特曼酒店→玉佛寺→上海美术馆→南京路(新世界城)

## 外部連結
- 大巴士公司主頁（页面存档备份，存于）
- 香港巴士及鐵路資料中心 - Big Bus @ Hong Kong（關於香港大巴士公司的介紹）